# Adrian der Tulpendieb
Adrian der Tulpendieb war die erste deutsche Fernsehserie, die komplett in Farbe ausgestrahlt wurde. Die sechs Folgen, mit Heinz Reincke als Hauptdarsteller, wurden nach der Romanvorlage von Otto Rombach unter der Regie von Dietrich Haugk erstmals bereits im Versuchsprogramm für das deutsche Farbfernsehen 1966 ausgestrahlt. Der offizielle Start des Farbfernsehens in Deutschland war erst am 25. August 1967. Die Serie wurde später im  ARD-Vorabendprogramm wiederholt.

## Handlung
Die Serienfolgen
- Die Freundschaft
- Der Wurm aus Leyden
- Die Festung
- Die Semper Augustus
- Die Maskerade
- Die Zuiderland

In den Niederlanden des Jahres 1637 stiehlt der Torfknecht Adrian in der Nacht aus dem Garten seines Arbeitgebers Hendrik van der Maassen drei kostbare Tulpenzwiebeln und ersetzt sie durch ganz gewöhnliche Gemüsezwiebeln. Mit Tulpenzwiebeln kann man zu der Zeit schnell reich werden (Tulpenmanie), allerdings muss sich Adrian beim Verkauf „seiner“ Tulpen einige Lügen einfallen lassen. Mit dem Geld erwirbt Adrian weitere Tulpenzwiebeln und wird nach und nach zum „Tulpenkönig“ und will nun auch heiraten. Sein Werben um van der Maassens Haushälterin Christintje ist jedoch fruchtlos, sie wartet auf den Kapitän von van der Maassens Schiff „Zuiderland“, Josias. Kurz nachdem Adrian den Verkauf der teuersten aller Tulpenzwiebeln, der „Semper Augustus“, perfekt gemacht hat, taucht der lang überfällige Josias wieder auf und begeht einen folgenschweren Fehler: Er hält die „Semper Augustus“ für eine gewöhnliche Speisezwiebel und isst sie genüsslich zu einem Heringsmahl. Adrian steht vor dem Bankrott.